# Дощ (оповідання)
«Дощ» (англ. «Rain») — оповідання англійського письменника Сомерсета Моема, написане у 1921 році. Сюжет твору описує перевиховання повії американським місіонером, яке призводить до несподіваних трагічних наслідків. В його основу покладені реальні події.

## Історія

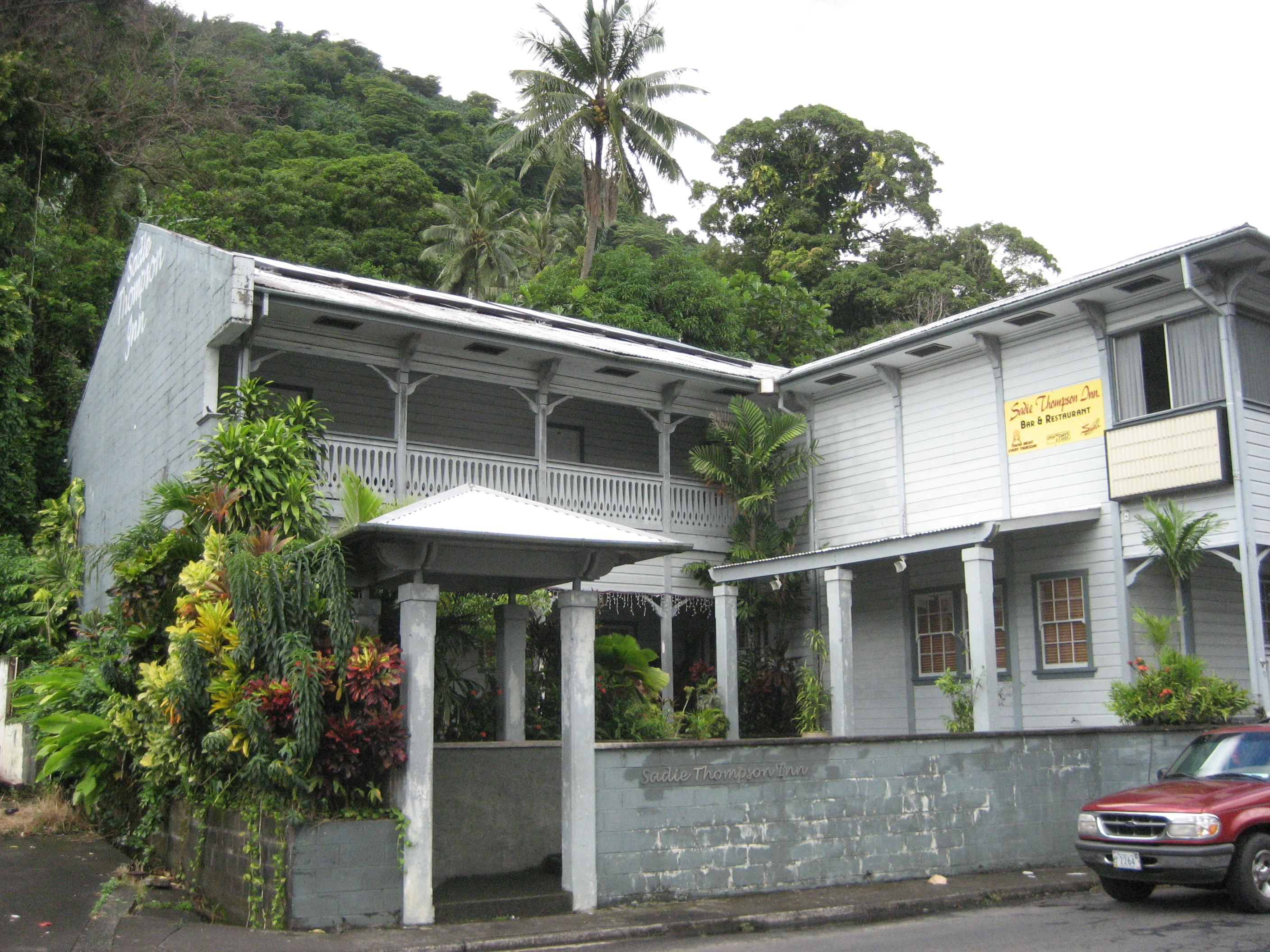
Готель, в якому зупинявся Сомерсет Моем у 1916 році, нині носить назву «Седі Томпсон Інн».

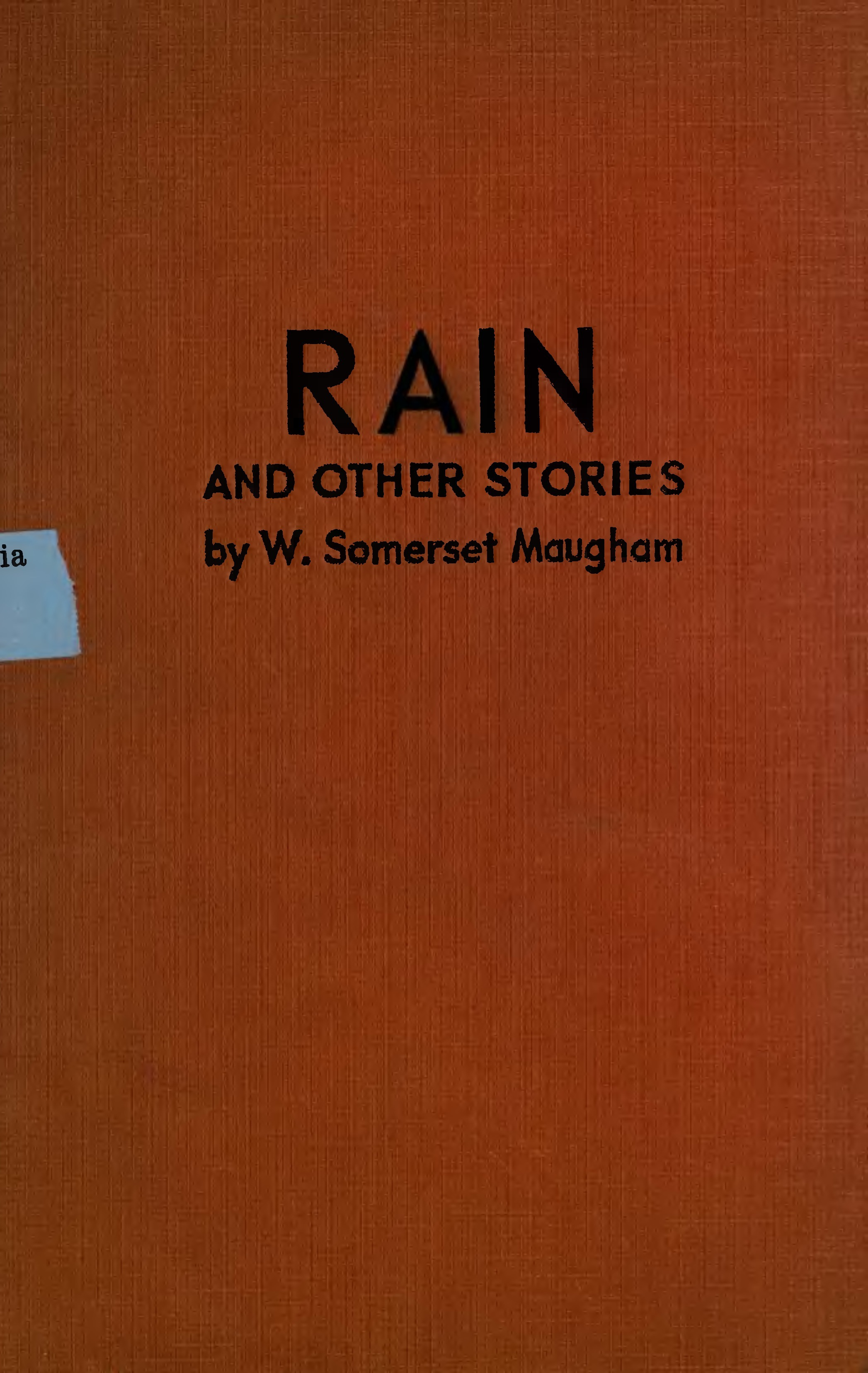
Обкладинка першого видання збірки «Дощ та інші оповідання».

Подібно до багатьох інших своїх оповідань Сомерсет Моем створив «Дощ» на основі спогадів з власного життя. У грудні 1916 року він разом зі своїм секретарем та співмешканцем (письменник був бісексуалом) Джеральдом Гекстоном відправився у тур Південними морями. Вони подорожували на пароплаві «Сонома», який зайшов у гавань Паго-Паго — столиці Американського Самоа. Тут пароплав затримали через карантин, і його пасажирам довелось шість тижнів очікувати у місті на відплиття. Серед мандрівників було подружжя місіонерів — священник з медичною освітою і його дружина — які стали прототипами героїв оповідання (подружжя Девідсонів). Себе і свого співмешканця Моем вивів у творі під ім'ям лікаря Макфейла і дружини.
В автобіографічному романі «Підбиваючи підсумки» Сомерсет Моем згадував, що задум надрукувати «Дощ» прийшов до нього після тривалої творчої перерви, якій передувала провальна публікація перших оповідань. Шість його нових оповідань, включно з «Дощем», видавці також довго відхиляли, але зрештою надрукували в різних журналах. Цей твір вперше побачив світ під назвою «Па́нна То́мпсон» (англ. «Miss Thompson») у квітневому номері журналу «The Smart Set» за 1921 рік, причому він був анонсований як «діамантове оповідання року». Цього ж року він увійшов до збірки «Дощ та інші оповідання», надрукованій видавництвом Grosset & Dunlap. За висловом самого автора вона «мала несподіваний успіх, що дуже мене втішило». Пізніше його неодноразово перекладали різними мовами (включно з українською) і публікували у складі різноманітних збірок.
Вже 1922 року за оповіданням поставили п'єсу «Дощ», яка протрималася на сцені до 1924 року. На основі оповідання були створені фільми «Седі Томпсон» (1928), «Дощ» (1932) і «Панна Седі Томпсон» (1953). 1997 року американський композитор Річард Оуен за сюжетом твору написав оперу «Дощ».
Первинна назва оповідання походить від імені головної героїні — повії Седі Томпсон. В подальших публікаціях її було замінено на абстрактну сучасну назву, однак цей вибір не випадковий: під час історичного карантину над Паго-Паго весь час лив дощ (це обумовлено наближеністю до міста гори Рейнмейкер, яка «притягує» опади). За задумом автора саме дощ і задає певний настрій твору та опосередковано зв'язує таких несхожих за характером персонажів.

## Сюжет
Лікар Макфейл з дружиною мандрують на кораблі Південними морями. З усіх простуватих пасажирів судна їм рівня хіба що подружжя місіонерів Девідсонів, з якими вони проводять весь час. В таких умовах люди швидко зближуються, і ось уже пан Девідсон розповідає про історію свого життя і місіонерства. З його оповіді Макфейл спочатку робить висновок, що Девідсон ханжа і фарисей — аж надто суворо він засуджує недоліки інших людей і вимагає від них праведності. Згодом він дещо змінює думку: виявляється, що Девідсон і себе не милує — до повного виснаження працює у місії та з ризиком для життя поспішає до хворих тубільців на віддалених островах. Аж ось трапляється нагода побачити самовідданого пастора в роботі…
Корабель зупиняється в порту Паго-Паго. Далі він прямувати не може через карантин, встановлений місцевою владою. Пасажирам доводиться оселитися у дешевому пансіоні місцевого торговця в очікуванні дозволу на відплиття. Макфейли з Девідсонами займають найкращі кімнати на другому поверсі, а на нижньому опиняється пасажирка другого класу. У цій вульгарній істоті вони швидко визнають повію з кварталу червоних ліхтарів у Гонолулу. Докази цього не забарилися: панна щовечора голосно вмикає грамофон, пиячить і танцює з різними чоловіками.
З властивим йому релігійним фанатизмом Альфред Девідсон прямує до Седі Томпсон, вимагаючи припинити неподобство. Його перший візит завершується ганебним вигнанням, але наступного дня він повторює спробу. Нахабна повія спочатку опирається, поводить себе провокативно по відношенню до усіх інтелігентних мешканців другого поверху. Але у місіонера є приховані важелі впливу. Він змовляється з власником кімнат — і повія починає дотримуватися тиші, потім вимагає від губернатора острова її вигнання — і той погоджується. Седі Томпсон визнає свою поразку і просить пастора помилувати її, але той невблаганний. Перспектива потрапити у виправний дім так лякає повію, що вона переживає глибоке навернення. Цілими днями згорьована Томпсон просиджує у своїй кімнаті за молитвою, а суворий пастор втовкмачує їй, що і після каяття вона мусить зголоситися на тюремне покарання задля очищення душі.
Напередодні відплиття Альфреда Девідсона знаходять на пляжі з перерізаною горлянкою. Він вчинив самогубство. Мотиви його вибору незрозумілі, однак лікаря Макфейла очікує ще одне приголомшливе відкриття — на порозі пансіону його зустрічає розмальована Седі Томпсон під огидний лемент грамофону. Макфейл хоче вимкнути музику, але у відповідь лунає «Всі ви чоловіки однакові. Свині! Свині!». Макфейл здогадується, чому Девідсон наклав на себе руки.